# Zygmunt Gadecki
Zygmunt Jakub Gadecki (ur. 21 stycznia 1938 w Gdyni, zm. 21 listopada 2000 tamże) – polski piłkarz, napastnik, skrzydłowy. Olimpijczyk z Rzymu.

## Kariera klubowa
Zanim w 1959 trafił do Legii Warszawa był zawodnikiem Arki Gdynia (do 1956) i Lechii Gdańsk. W Legii występował przez dwa lata, w jej barwach pierwszy raz zagrał w reprezentacji. W 1960 wrócił do Lechii, a w 1962 ponownie został piłkarzem Arki. Grał także w Polonii Melbourne (1967–1969), karierę kończył rok później w Arce.

## Reprezentacja Polski
Debiutował 26 czerwca 1960 w meczu z Bułgarią, ostatni raz zagrał kilka miesięcy później. Łącznie w biało-czerwonych barwach rozegrał 5 oficjalnych spotkań i strzelił jedną bramkę. Na IO wystąpił we wszystkich meczach Polaków.
| lp. | Data              | Miejsce          | Przeciwnik | Rezultat | Rozgrywki  | Grał | Uwagi |
| --- | ----------------- | ---------------- | ---------- | -------- | ---------- | ---- | ----- |
| 1.  | 26 czerwca 1960   | Chorzów, Polska  | Bułgaria   | 4:0      | towarzyski | 90′  |       |
| 2.  | 26 sierpnia 1960  | Rzym, Włochy     | Tunezja    | 6:1      | IO 1960    | 90′  |       |
| 3.  | 29 sierpnia 1960  | Livorno, Włochy  | Dania      | 1:2      | IO 1960    | 90′  | Gol   |
| 4.  | 28 września 1960  | Warszawa, Polska | Francja    | 2:2      | towarzyski | 90′  |       |
| 5.  | 13 listopada 1960 | Budapeszt, Węgry | Węgry      | 1:4      | towarzyski | 90′  |       |

Pochowany na cmentarzu Witomińskim w Gdyni (kwatera 61-24-23).

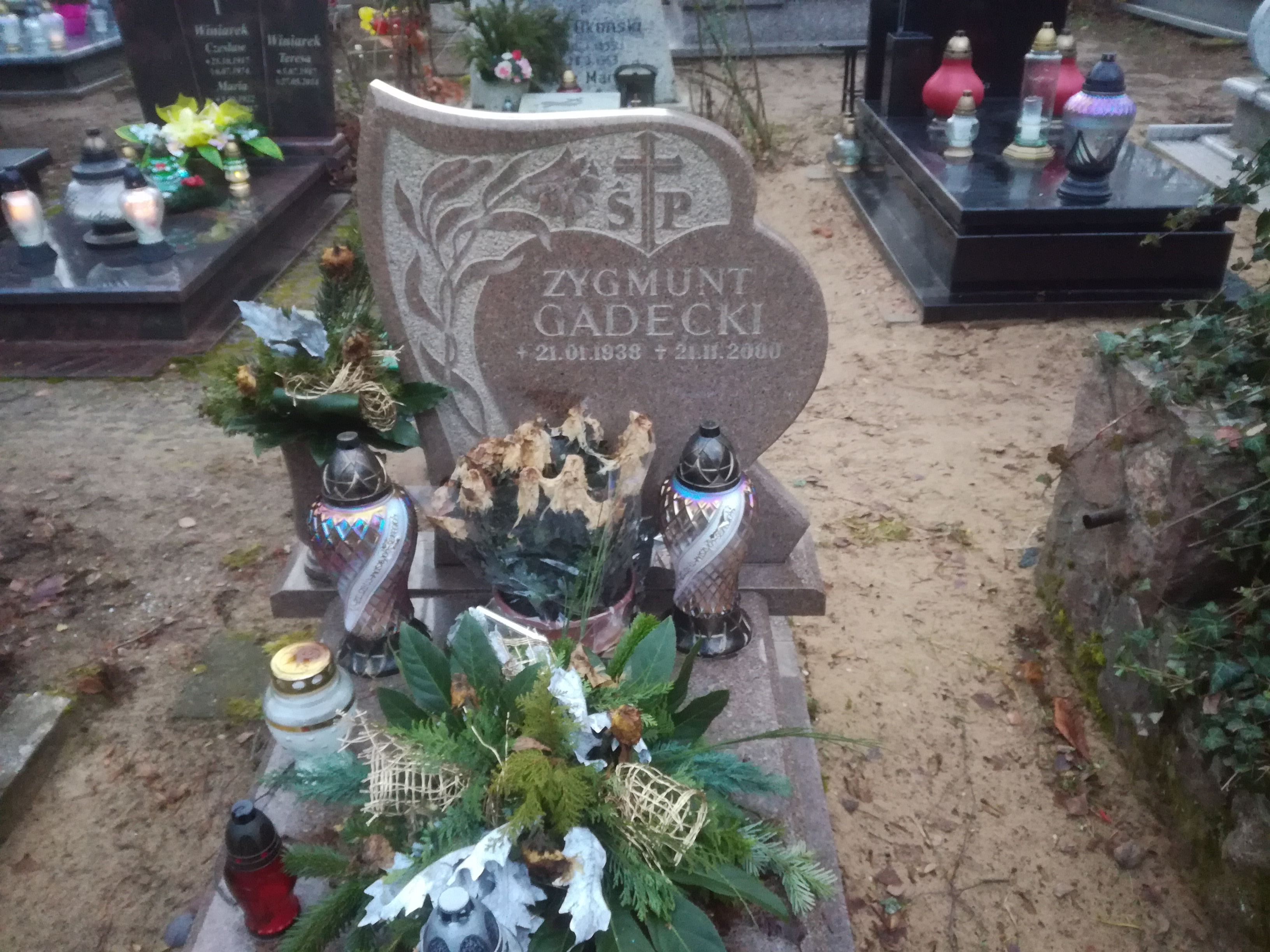
Grób Zygmunta Gadeckiego na cmentarzu Witomińskim